# Creonte
Na Mitologia Grega, Creonte, filho de Meneceu (por vezes designado, sem grande rigor, por Menécio), foi o pai de Hémon, e de Menoceu, marido de Eurídice. A sua história está intimamente ligada à história de Tebas, antes e depois do reinado de Édipo. Ocasionalmente, é referido como tio de Anfitrião.
Foi rei de Tebas depois de Laio ter sido morto pelo seu próprio filho Édipo, que desconhecia a identidade de seu verdadeiro pai. Mais tarde, quando Édipo vence a Esfinge que aterrorizava a cidade, Creonte é obrigado a ceder-lhe o reino, de acordo com a promessa que tinha feito a quem livrasse a cidade de tal ameaça. Na mesma ocasião, casa Édipo com Jocasta, sua mãe, viúva de Laio. Mais tarde, após a morte de Etéocles e de Polinice, volta a reinar novamente em Tebas como regente de Laodamante.
Héracles nasceu em Tebas durante o reinado (ou regência) de Creonte, e Creonte protegeu Héracles e sua família.